# Gym Class Heroes/Diskografie
Diese Diskografie ist eine Übersicht über die musikalischen Werke der US-amerikanischen Hip-Hop-Band Gym Class Heroes. Den Schallplattenauszeichnungen zufolge hat sie bisher mehr als 16,3 Millionen Tonträger verkauft, davon alleine in ihrer Heimat über 12,5 Millionen. Ihre erfolgreichste Veröffentlichung ist die Single Stereo Hearts mit über sieben Millionen verkauften Einheiten.

## Alben

### Studioalben
| Jahr | Titel                       | Höchstplatzierung, Gesamtwochen, AuszeichnungChartplatzierungen (Jahr, Titel, Platzierungen, Wochen, Auszeichnungen, Anmerkungen) | Höchstplatzierung, Gesamtwochen, AuszeichnungChartplatzierungen (Jahr, Titel, Platzierungen, Wochen, Auszeichnungen, Anmerkungen) | Höchstplatzierung, Gesamtwochen, AuszeichnungChartplatzierungen (Jahr, Titel, Platzierungen, Wochen, Auszeichnungen, Anmerkungen) | Höchstplatzierung, Gesamtwochen, AuszeichnungChartplatzierungen (Jahr, Titel, Platzierungen, Wochen, Auszeichnungen, Anmerkungen) | Höchstplatzierung, Gesamtwochen, AuszeichnungChartplatzierungen (Jahr, Titel, Platzierungen, Wochen, Auszeichnungen, Anmerkungen) | Anmerkungen                             |
| Jahr | Titel                       | DE | AT | CH | UK | US | Anmerkungen                             |
| ---- | --------------------------- | --- | --- | --- | --- | --- | --------------------------------------- |
| 2001 | ...For the Kids             | — | — | — | — | — | Erstveröffentlichung: 23. Dezember 2001 |
| 2005 | The Papercut Chronicles     | — | — | — | — | — | Erstveröffentlichung: 22. Februar 2005  |
| 2006 | As Cruel as School Children | — | — | — | UK19 Gold · (14 Wo.)UK | US35 Gold · (41 Wo.)US | Erstveröffentlichung: 25. Juli 2006     |
| 2008 | The Quilt                   | — | — | — | UK41 (2 Wo.)UK | US14 (6 Wo.)US | Erstveröffentlichung: 9. September 2008 |
| 2011 | The Papercut Chronicles II  | — | — | — | UK95 (1 Wo.)UK | US54 (1 Wo.)US | Erstveröffentlichung: 15. November 2011 |

### EPs
- 2004: The Papercut EP
- 2008: Patches From The Quilt

## Singles
| Jahr | Titel Album                                   | Höchstplatzierung, Gesamtwochen, AuszeichnungChartplatzierungen (Jahr, Titel, Album, Platzierungen, Wochen, Auszeichnungen, Anmerkungen) | Höchstplatzierung, Gesamtwochen, AuszeichnungChartplatzierungen (Jahr, Titel, Album, Platzierungen, Wochen, Auszeichnungen, Anmerkungen) | Höchstplatzierung, Gesamtwochen, AuszeichnungChartplatzierungen (Jahr, Titel, Album, Platzierungen, Wochen, Auszeichnungen, Anmerkungen) | Höchstplatzierung, Gesamtwochen, AuszeichnungChartplatzierungen (Jahr, Titel, Album, Platzierungen, Wochen, Auszeichnungen, Anmerkungen) | Höchstplatzierung, Gesamtwochen, AuszeichnungChartplatzierungen (Jahr, Titel, Album, Platzierungen, Wochen, Auszeichnungen, Anmerkungen) | Anmerkungen                                                |
| Jahr | Titel Album                                   | DE | AT | CH | UK | US | Anmerkungen                                                |
| ---- | --------------------------------------------- | --- | --- | --- | --- | --- | ---------------------------------------------------------- |
| 2006 | Cupid’s Chokehold As Cruel as School Children | DE45 (9 Wo.)DE | AT42 (15 Wo.)AT | CH34 (14 Wo.)CH | UK3 Platin · (24 Wo.)UK | US4 ×5Fünffachplatin · (24 Wo.)US | Erstveröffentlichung: 7. November 2006 feat. Patrick Stump |
| 2007 | Clothes Off!! As Cruel as School Children     | DE85 (3 Wo.)DE | AT58 (1 Wo.)AT | — | UK5 Silber · (12 Wo.)UK | US46 (6 Wo.)US | Erstveröffentlichung: 27. Juli 2007 feat. Patrick Stump    |
| 2008 | Cookie Jar The Quilt                          | — | — | — | UK6 Silber · (18 Wo.)UK | US59 (5 Wo.)US | Erstveröffentlichung: 8. Juli 2008 feat. The-Dream         |
| 2011 | Stereo Hearts The Papercut Chronicles II      | — | AT28 (7 Wo.)AT | CH28 (12 Wo.)CH | UK3 ×2Doppelplatin · (17 Wo.)UK | US4 ×5Fünffachplatin · (37 Wo.)US | Erstveröffentlichung: 14. Juni 2011 feat. Adam Levine      |
| 2011 | Ass Back Home The Papercut Chronicles II      | — | — | — | UK9 (5 Wo.)UK | US12 Platin · (23 Wo.)US | Erstveröffentlichung: 1. November 2011 feat. Neon Hitch    |
| 2012 | The Fighter The Papercut Chronicles II        | — | — | — | UK44 (3 Wo.)UK | US25 Platin · (15 Wo.)US | Erstveröffentlichung: Mai 2012 feat. Ryan Tedder           |

Weitere Singles
- 2004: Taxi Driver
- 2005: Papercuts
- 2006: The Queen and I
- 2006: New Friend Request
- 2007: Shoot Down the Stars
- 2008: Peace Sign/Index Down (feat. Busta Rhymes)
- 2008: Guilty as Charged (feat. Estelle)
- 2012: Martyrial Girl$

## Musikvideos
| Jahr | Titel                 |
| ---- | --------------------- |
| 2004 | Taxi Driver           |
| 2005 | Papercuts             |
| 2006 | The Queen and I       |
| 2006 | New Friend Request    |
| 2006 | Cupid’s Chokehold     |
| 2007 | Shoot Down the Stars  |
| 2007 | Clothes Off!!         |
| 2008 | Peace Sign/Index Down |
| 2008 | Cookie Jar            |
| 2008 | Guilty as Charged     |
| 2011 | Stereo Hearts         |
| 2011 | Ass Back Home         |

## Promoveröffentlichungen
Promo-Singles
- 2011: Life Goes On (feat. Oh Land) (Promo-Single)

## Sonderveröffentlichungen

### Demos
- 1999: Hed Candy
- 2000: Greasy Kid Stuff

### Beiträge für Soundtracks und Kompilationen
- 2006: New Friend Request (Hi-Tek Remix) (Soundtrack, Film: Snakes on a Plane)
- 2006: Under the Bridge (Serie von Kompilations-Alben, CD: Punk Goes 90’s)
- 2007: Shell Shock (Soundtrack, Film: Teenage Mutant Ninja Turtles)

## Statistik

### Chartauswertung
|                     | DE    | AT    | CH    | UK    | US    |
| ------------------- | ----- | ----- | ----- | ----- | ----- |
| Nummer-eins-Alben   | DE—DE | AT—AT | CH—CH | UK—UK | US—US |
| Top-10-Alben        | DE—DE | AT—AT | CH—CH | UK—UK | US—US |
| Alben in den Charts | DE—DE | AT—AT | CH—CH | UK3UK | US3US |

|                       | DE    | AT    | CH    | UK    | US    |
| --------------------- | ----- | ----- | ----- | ----- | ----- |
| Nummer-eins-Singles   | DE—DE | AT—AT | CH—CH | UK—UK | US—US |
| Top-10-Singles        | DE—DE | AT—AT | CH—CH | UK5UK | US2US |
| Singles in den Charts | DE2DE | AT3AT | CH2CH | UK6UK | US6US |

### Auszeichnungen für Musikverkäufe
| Goldene Schallplatte - Dänemark - 2012: für das Streaming Ass Back Home - Kanada - 2012: für die Single Ass Back Home - Mexiko - 2015: für die Single Stereo Hearts - Neuseeland - 2012: für die Single The Fighter - 2023: für das Album As Cruel as School Children Platin-Schallplatte - Dänemark - 2012: für das Streaming Stereo Hearts - Italien - 2021: für die Single Stereo Hearts - Neuseeland - 2012: für die Single Ass Back Home - 2022: für das Album The Papercut Chronicles II - Spanien - 2024: für die Single Stereo Hearts | 2× Platin-Schallplatte - Australien - 2013: für die Single The Fighter - Neuseeland - 2024: für die Single Cupid’s Chokehold - Schweden - 2012: für die Single Stereo Hearts 3× Platin-Schallplatte - Australien - 2012: für die Single Ass Back Home - 2012: für die Single Stereo Hearts - Kanada - 2015: für die Single Stereo Hearts - 2025: für die Single Cupid’s Chokehold 4× Platin-Schallplatte - Neuseeland - 2024: für die Single Stereo Hearts |

Anmerkung: Auszeichnungen in Ländern aus den Charttabellen bzw. Chartboxen sind in ebendiesen zu finden.
| Land/RegionAuszeichnungen für Musikverkäufe (Land/Region, Auszeichnungen, Verkäufe, Quellen) | Silber     | Gold     | Platin       | Verkäufe   | Quellen                           |
| -------------------------------------------------------------------------------------------- | ---------- | -------- | ------------ | ---------- | --------------------------------- |
| Australien (ARIA)                                                                            | —          | —        | 8× Platin8   | 560.000    | aria.com.au                       |
| Dänemark (IFPI)                                                                              | —          | Gold1    | Platin1      | —          | ifpi.dk                           |
| Italien (FIMI)                                                                               | —          | —        | Platin1      | 70.000     | fimi.it                           |
| Kanada (MC)                                                                                  | —          | Gold1    | 6× Platin6   | 520.000    | musiccanada.com                   |
| Mexiko (AMPROFON)                                                                            | —          | Gold1    | —            | 30.000     | amprofon.com.mx                   |
| Neuseeland (RMNZ)                                                                            | —          | 2× Gold2 | 8× Platin8   | 225.000    | aotearoamusiccharts.co.nz NZ2 NZ3 |
| Schweden (IFPI)                                                                              | —          | —        | 2× Platin2   | 80.000     | sverigetopplistan.se              |
| Spanien (Promusicae)                                                                         | —          | —        | Platin1      | 60.000     | elportaldemusica.es               |
| Vereinigte Staaten (RIAA)                                                                    | —          | Gold1    | 12× Platin12 | 12.500.000 | riaa.com                          |
| Vereinigtes Königreich (BPI)                                                                 | 2× Silber2 | Gold1    | 3× Platin3   | 2.300.000  | bpi.co.uk                         |
| Insgesamt                                                                                    | 2× Silber2 | 7× Gold7 | 42× Platin42 |            |                                   |